# مزار بي أبة
مزار بي أبة (بالفارسية: مزاربی ابه) هي قرية تقع في قسم قلندرآباد الريفي في إيران. يقدر عدد سكانها بـ 112 نسمة بحسب إحصاء 2016.